# Kliffbach
Koordinaten: 62° 12′ 0″ S, 59° 0′ 0″ W
Der Kliffbach ist ein kurzer Bach auf der Fildes-Halbinsel von King George Island, der größten der Südlichen Shetlandinseln.
Er entspringt in der Nähe der Gebäude des Flugplatzes Aeródromo Teniente Rodolfo Marsh Martin und fließt nördlich an den Gemel Peaks vorbei in die Drakestraße. Er ist der einzige Bach an der Westküste der Halbinsel, der nicht in eine Bucht mündet.
Im Rahmen zweier deutscher Expeditionen zur Fildes-Halbinsel in den Jahren 1981/82 und 1983/84 unter der Leitung von Dietrich Barsch (Geographisches Institut der Universität Heidelberg) und Gerhard Stäblein (Geomorphologisches Laboratorium der Freien Universität Berlin) wurde der Bach zusammen mit zahlreichen weiteren bis dahin unbenannten geographischen Objekten der Fildes-Halbinsel neu benannt und dem Wissenschaftlichen Ausschuss für Antarktisforschung (Scientific Committee on Antarctic Research, SCAR) gemeldet.